# Wild Wild West
Wild Wild West je americká akční sci-fi steampunková komedie z divokého západu. Natočil ji režisér Barry Sonnenfeld v roce 1999. V hlavních rolích vystupují Will Smith, Kevin Kline, Kenneth Branagh a Salma Hayeková.
Film vychází z televizního seriálu The Wild Wild West. Odehrává se v alternativním světě druhé poloviny 19. století a je zabydlen mnoha fiktivními vynálezy.

## Obsazení
| Will Smith             | James West                                  |
| Kevin Kline            | Artemus Gordon / prezident Ulysses S. Grant |
| Kenneth Branagh        | doktor Arliss Bezláska                      |
| Salma Hayeková         | Rita Escobarová                             |
| M. Emmet Walsh         | Kolejman                                    |
| Ted Levine             | generál McGrath                             |
| Frederique van der Wal | Amazonia                                    |
| Musetta Vander         | Munitia                                     |
| Sofia Eng              | Lippenriederová                             |
| Garcelle Beauvais      | Belle                                       |
| Bai Ling               | Eastová                                     |
| Rodney A. Grant        | Hudson                                      |
| E.J. Callahan          | Allan Pinkerton                             |